# سگ بی‌موی مکزیکی
سگ بی‌موی مکزیکی (انگلیسی: Mexican Hairless Dog) نژادی از سگ‌های مکزیکی هستند که بیشتر بدون مو به دنیا می‌آیند، اما برخی از آنها مودار هم هستند. به این نژاد «شولوئیتزکوئینتلی» هم گفته می‌شود. سگ بی‌موی مکزیکی از تناسب اندام برخوردار است، سینه پهنی دارد و پاهای آن دراز است. شکل این سگ‌ها در اسباب بازی‌ها و مینیاتورها نیز زیاد دیده می‌شود.
سگ بی‌موی مکزیکی نتیجه آمیزش سگ‌های بومی دوران پیشاکلمبی مکزیک و یک یا چند نژاد از سگ‌های چوپان جنوب اروپا هستند که در دوران بعد از کشف قاره آمریکا به این منطقه وارد شدند.
این نژاد از سگ‌ها در مکزیک پیشینه درازی دارد. در کاوش‌های مربوط به فرهنگ‌های پیشاکلمبی بقایای این سگ‌ها نیز یافت شده‌است. معروف‌ترین این بقایا «سگ‌های رقصان کولیما» نامیده می‌شوند.
این سگ‌ها به‌طور ژنتیکی دندان‌های کاملی ندارند که امری عادی است. رنگ پوست آن‌ها سیاه، خاکستری فیلی و برنجی و سفید است. سگ‌های بی‌موی مکزیکی رفتاری آرام دارند و ساکت، شاد و حواس‌جمع هستند.